# 黏合剂列表
黏合剂列表，列舉各種不同種類的黏合剂。

## 基于动物的黏合剂
- 动物胶、膠原蛋白類黏合剂，包括：
  - 骨胶
  - 鱼胶
  - 隐藏胶水
  - 蹄胶水
- 白蛋白胶水
- 酪蛋白胶水
- 肉胶（烹饪结合剂）

## 基于植物的黏合剂
- 加拿大香脂（天然树脂）
- 松木树脂（天然树脂）
- Coccoina
- 阿拉伯膠（天然树脂）
  - 背膠
- 乳胶（天然橡胶）
- 糨糊（淀粉基胶）
- 甲基纤维素
- 粘液
- 苯二酚树脂
- 淀粉
- 尿素甲醛树脂

## 溶剂类型胶水
- 聚苯乙烯水泥/酮（溶剂可以通过焊接材料组合）
- 二氯甲烷

## 合成胶

### 合成单体胶水

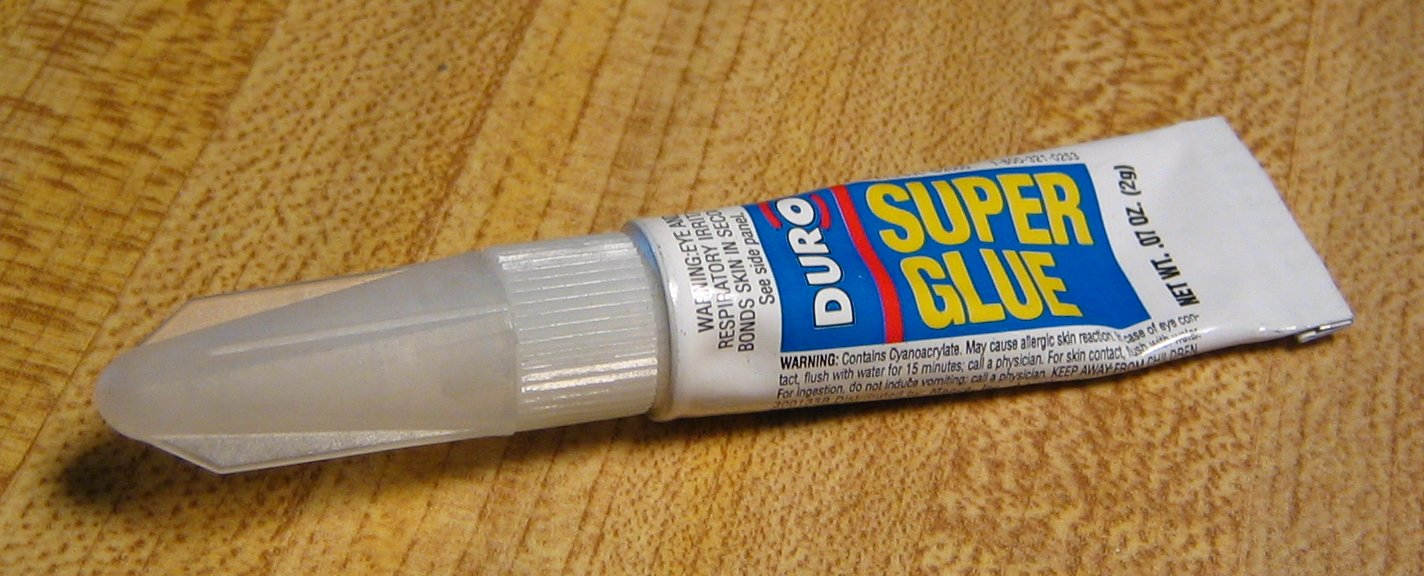
强力胶：氰基丙烯酸酯

- 丙烯腈
- 氰基丙烯酸酯 (“强力胶”,“万能胶”)
- 丙烯酸
- 苯二酚胶水

### 合成聚合胶水
- 环氧树脂
- 环氧树脂腻子
- 乙烯-醋酸乙烯酯（一种热熔胶）
- 酚醛树脂
- 聚酰胺
- 聚酯树脂
- 聚乙烯（一种热熔胶）
- 聚丙烯
- 多硫化物
- 聚氨酯（用于木工和装订，例如大猩猩胶）
- 聚醋酸乙烯酯（PVA），包括白色的胶水（例如埃尔默胶水）和黄色的木工胶（脂树脂，品牌包括Titebond和莱佩奇）
- 聚乙烯醇
- 聚氯乙烯（PVC）
- 聚氯乙烯乳（PVCE）
- 聚乙烯吡咯烷酮（口紅膠的材料之一）
- 橡胶胶水
- 矽氧樹脂
- 甲硅烷修改的聚合物
- 苯乙烯丙烯酸酯共聚物